# Сенатская площадь (Москва)
Сена́тская пло́щадь — площадь Московского Кремля, расположенная между Житницкой и Большой Никольской улицами и заключённая между зданиями Арсенала и Сенатским дворцом, в честь которого она и получила своё название.
Площадь расположена в северо-восточной части Кремля. По форме площадь представляет собой вытянутый равнобедренный треугольник, по бокам которого находятся вышеперечисленные здания. Ранее у неё «имелась третья сторона», которой являлось Старое здание Оружейной палаты, снесённое в 1959 году. К северу от Сенатской площади расположена Никольская башня.

## История
До XVIII века окрестности площади были довольно плотно застроены. Согласно «Кремленаграду» (известному плану Кремля начала XVII века), основу планировочной структуры зоны, состоящей из самой площади, зданий Сената и Арсенала составляли четыре улицы: Житницкая, Большая Никольская, Чудовская и Троицкая.
В настоящее время на территории площади разбит сквер. В сквере есть фонтан и памятник Кремлёвским курсантам.